# Descanso sobrius
Descanso sobrius is een spinnensoort in de taxonomische indeling van de springspinnen (Salticidae).
Het dier behoort tot het geslacht Descanso. De wetenschappelijke naam van de soort werd voor het eerst geldig gepubliceerd in 1986 door María Elena Galiano.